# Zuiderzee

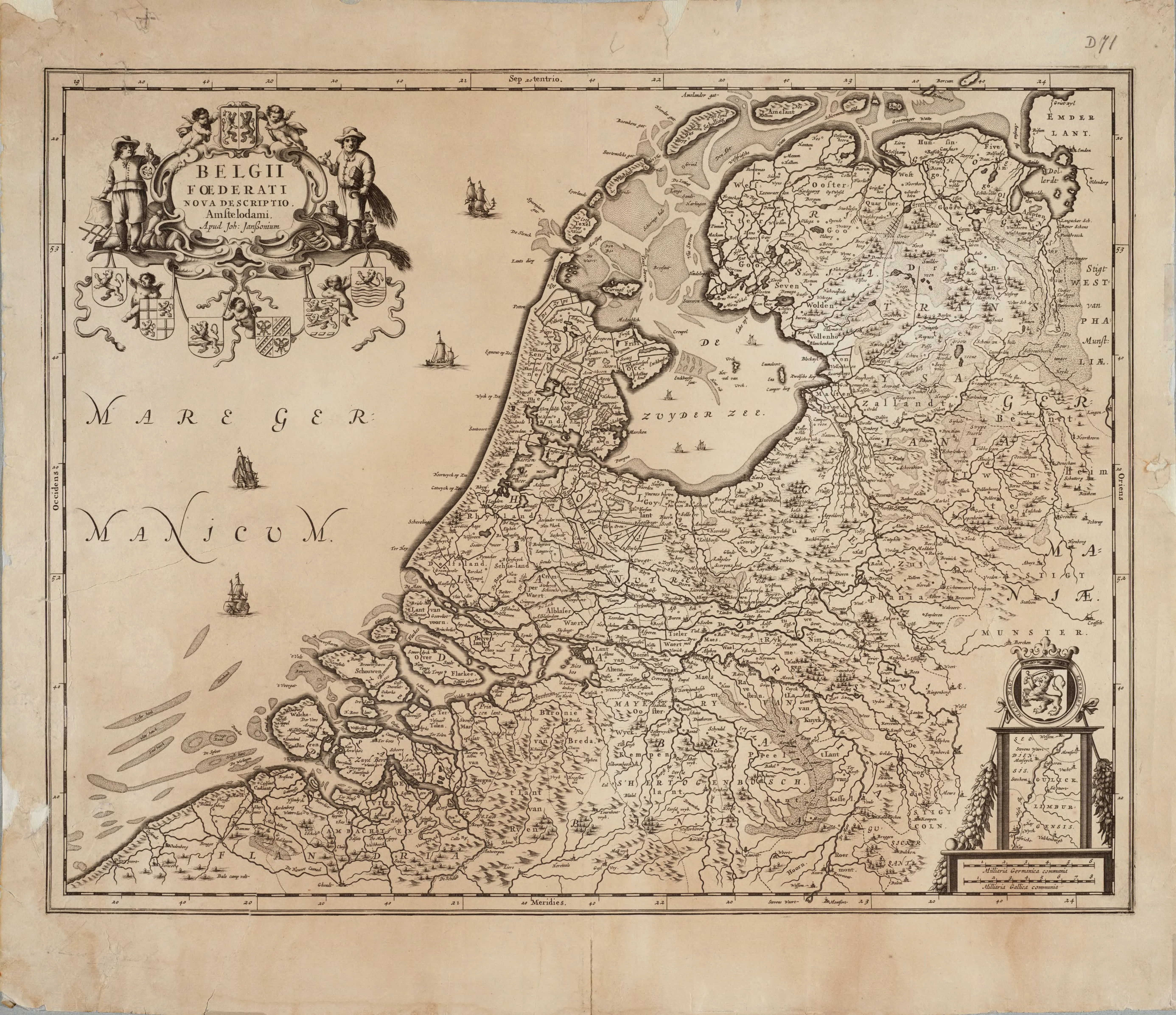
Mapa històric dels Països Baixos (1658) amb De Zuyder Zee

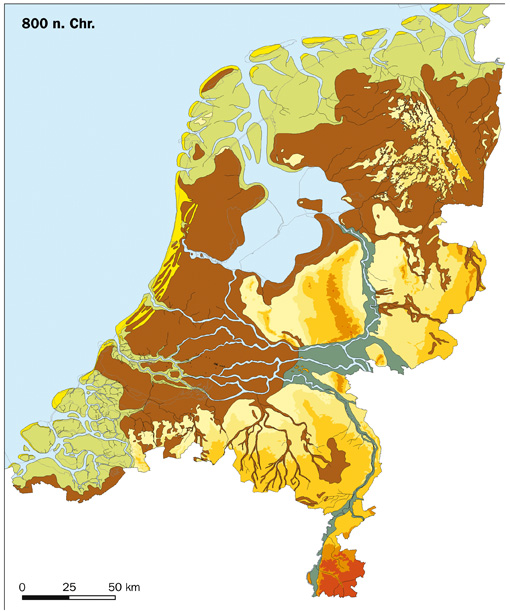
La regió dels Països Baixos cap a l'any 800

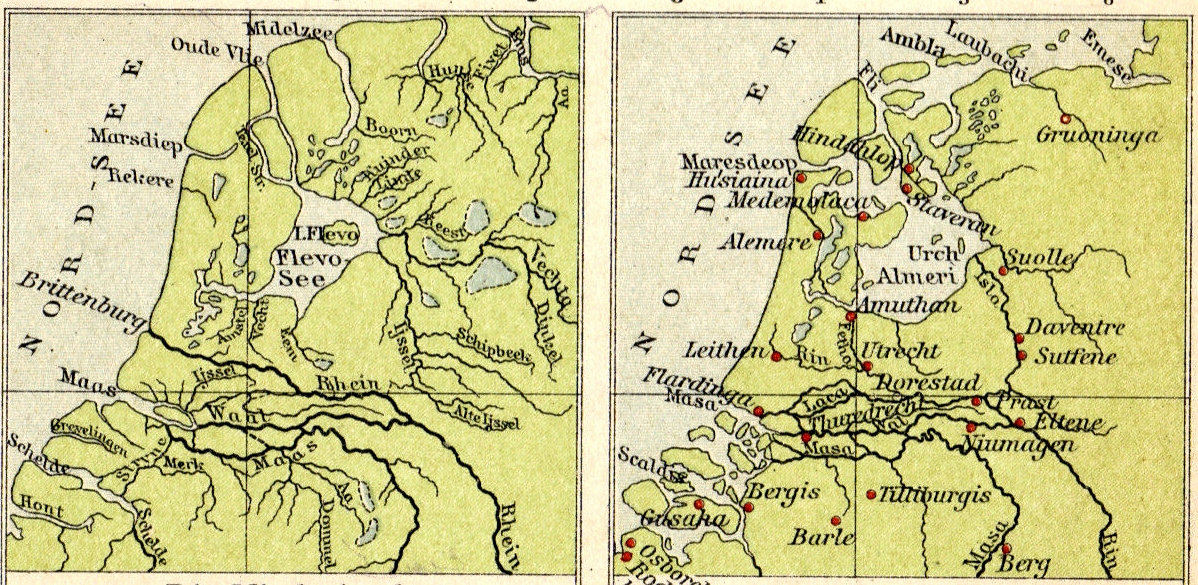
Geografia aproximada d'Holanda del Nord al (esquerra) i el (dreta)

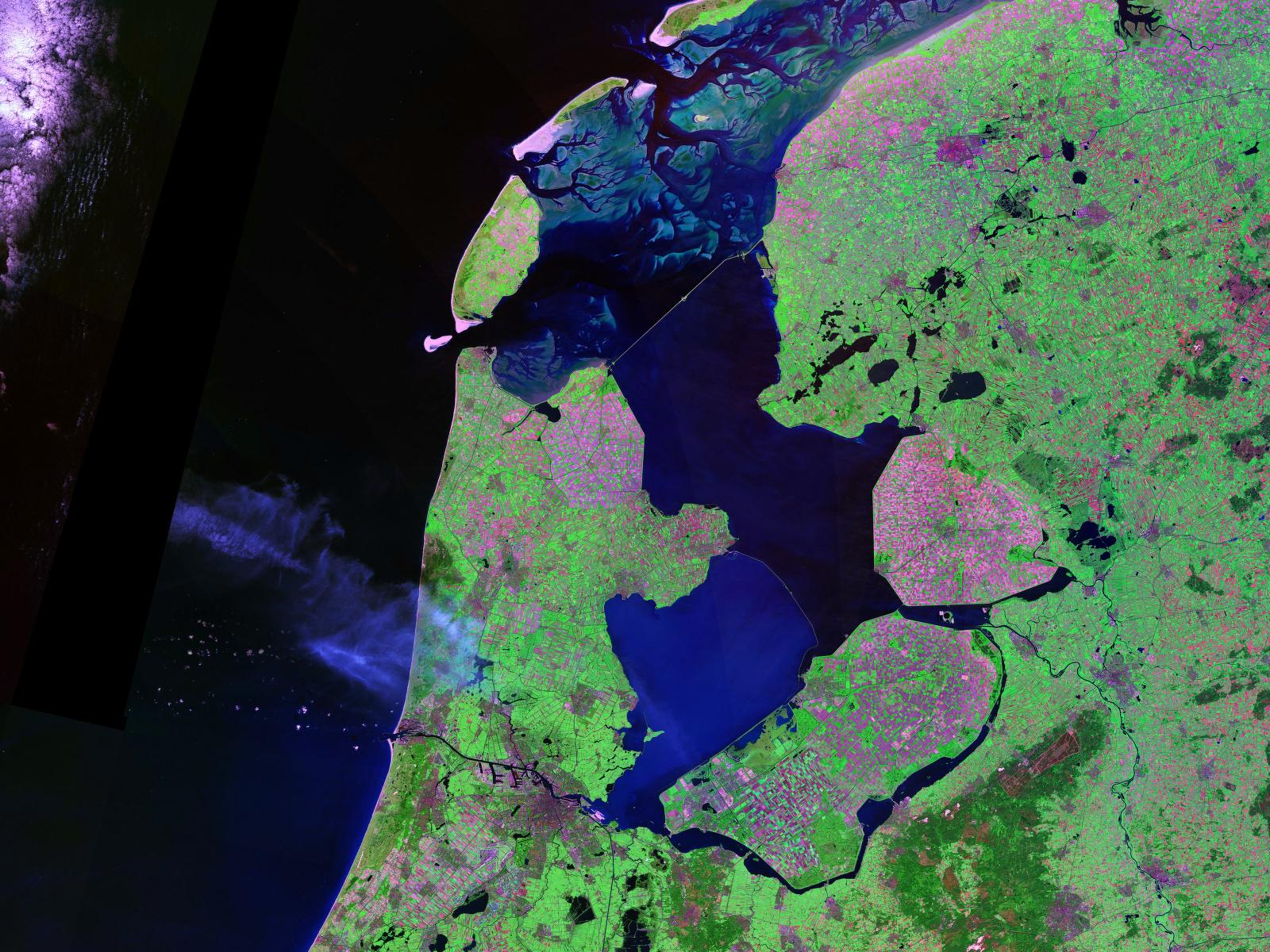
Foto Landsat que mostra la zona de l'antic Zuider Zee

Mapa de l'actual llac IJsselmeer (part de l'antic Zuiderzee)

El Zuiderzee (neerlandès: Zuiderzee, «mar del sud») era una antiga entrada o badia poc profunda del mar del Nord que s'internava a la zona nord-oest dels Països Baixos, i que s'estenia uns 100 km terra endins i tenia una amplada només gran de 50 km, la seva fondària era d'uns 4 a 5 m i tenia una costa de 300 km. Cobria una superfície de 5.000 km².
Durant el segle XX la major part del Zuiderzee, rere la construcció del dic de tancament Afsluitdijk, va ser aïllada de la Mar del Nord (deixant que la boca de connexió passés a ser part del mar de Frísia) i sense l'entrada d'aigua salada, la massa d'aigua es va transformar en un llac d'aigua dolça anomenat el IJsselmeer ('llac del IJssel') pel nom del riu que hi desemboca (el riu IJssel, una branca de l'estuari del riu Rin). Mitjançant el seu drenatge i la construcció de pòlders, una zona d'uns 1.500 km² va ser recuperada com terra ferma, passant a ser l'actual província de Flevoland, que el 2011 ja tenia uns 400.000 habitants.